# Биявашское сельское поселение
Биявашское се́льское поселе́ние — муниципальное образование в Октябрьском районе Пермского края Российской Федерации.
Административный центр — село Бияваш.

## История
Статус и границы сельского поселения установлены Законом Пермской области от 9 декабря 2004 года № 1886-411 «Об утверждении границ и о наделении статусом муниципальных образований Октябрьского района Пермского края»

## Население
| 2010 | 2012 | 2013 | 2014 | 2015 | 2016 | 2017 |
| ---- | ---- | ---- | ---- | ---- | ---- | ---- |
| 961  | ↘910 | ↘849 | ↘817 | ↘769 | ↘721 | ↘697 |
| 2018 | 2019 |      |      |      |      |      |
| ↘650 | ↘621 |      |      |      |      |      |

## Состав сельского поселения
| №  | Населённый пункт | Тип населённого пункта       | Население |
| -- | ---------------- | ---------------------------- | --------- |
| 1  | Азимовка         | деревня                      | 54        |
| 2  | Бияваш           | село, административный центр | 341       |
| 3  | Варяж            | деревня                      | 11        |
| 4  | Верх-Бияваш      | деревня                      | 37        |
| 5  | Верх-Урмея       | деревня                      | 52        |
| 6  | Леун             | село                         | 314       |
| 7  | Лидино           | село                         | 23        |
| 8  | Нижний Тесяк     | деревня                      | 110       |
| 9  | Столбовка        | деревня                      | 19        |
| 10 | Тюйное Озеро     | село                         | 0         |

## Известные уроженцы
Чирков, Пётр Михайлович (1902—1995) — советский военачальник, участник Гражданской и Великой Отечественной войн, генерал-лейтенант. Родился в деревне Лидино.